# Cantonul Argentat
Cantonul Argentat este un canton din arondismentul Tulle, departamentul Corrèze, regiunea Limousin, Franța.

## Comune
- Albussac
- Argentat (reședință)
- Forgès
- Ménoire
- Monceaux-sur-Dordogne
- Neuville
- Saint-Bonnet-Elvert
- Saint-Chamant
- Saint-Hilaire-Taurieux
- Saint-Martial-Entraygues
- Saint-Sylvain